# Final do Grand Prix de Patinação Artística no Gelo de 2007–08
A Final do Grand Prix de Patinação Artística no Gelo de 2007–08 foi a décima terceira edição da competição, um evento anual de patinação artística no gelo organizado pela União Internacional de Patinação (em inglês:  International Skating Union), e o evento final do Grand Prix de 2007–08. Os patinadores se qualificaram para essa competição através de outras seis competições: Trophée Éric Bompard, NHK Trophy, Cup of Russia, Cup of China, Skate America e Skate Canada International. A competição foi disputada entre os dias 13 de dezembro e 16 de dezembro de 2007, na cidade de Turim, Itália.

## Eventos
- Individual masculino
- Individual feminino
- Duplas
- Dança no gelo

## Medalhistas
| Evento                        | Ouro                                         | Prata                                            | Bronze                                           |
| Individual masculino detalhes | Stéphane Lambiel · Suíça                     | Daisuke Takahashi · Japão                        | Evan Lysacek · Estados Unidos                    |
| Individual feminino detalhes  | Kim Yu-Na · Coreia do Sul                    | Mao Asada · Japão                                | Carolina Kostner · Itália                        |
| Duplas detalhes               | Aliona Savchenko · Robin Szolkowy · Alemanha | Zhang Dan · Zhang Hao · China                    | Pang Qing · Tong Jian · China                    |
| Dança no gelo detalhes        | Oksana Domnina · Maxim Shabalin · Rússia     | Tanith Belbin · Benjamin Agosto · Estados Unidos | Isabelle Delobel · Olivier Schoenfelder · França |

## Resultados

### Individual masculino
| Pos.              | Nome                 | Nacionalidade  | Pontos | PC        | PL         |
| ----------------- | -------------------- | -------------- | ------ | --------- | ---------- |
| Medalha de ouro   | Stéphane Lambiel     | Suíça          | 239.10 | 83.80 (2) | 155.30 (1) |
| Medalha de prata  | Daisuke Takahashi    | Japão          | 238.94 | 84.20 (1) | 154.74 (2) |
| Medalha de bronze | Evan Lysacek         | Estados Unidos | 229.78 | 79.70 (3) | 150.08 (3) |
| 4                 | Johnny Weir          | Estados Unidos | 216.16 | 74.80 (4) | 141.36 (4) |
| 5                 | Patrick Chan         | Canadá         | 208.13 | 68.86 (6) | 139.27 (5) |
| 6                 | Kevin van der Perren | Bélgica        | 189.52 | 72.83 (5) | 116.69 (6) |

### Individual feminino
| Pos.              | Nome             | Nacionalidade  | Pontos | PC        | PL         |
| ----------------- | ---------------- | -------------- | ------ | --------- | ---------- |
| Medalha de ouro   | Kim Yuna         | Coreia do Sul  | 196.83 | 64.62 (1) | 132.21 (2) |
| Medalha de prata  | Mao Asada        | Japão          | 191.59 | 59.04 (6) | 132.55 (1) |
| Medalha de bronze | Carolina Kostner | Itália         | 178.93 | 59.86 (3) | 119.07 (3) |
| 4                 | Caroline Zhang   | Estados Unidos | 176.48 | 61.82 (2) | 114.66 (4) |
| 5                 | Yukari Nakano    | Japão          | 172.96 | 59.78 (4) | 113.18 (5) |
| 6                 | Kimmie Meissner  | Estados Unidos | 154.22 | 59.08 (5) | 95.14 (6)  |

### Duplas
| Pos.              | Nome                                | Nacionalidade  | Pontos | PC        | PL         |
| ----------------- | ----------------------------------- | -------------- | ------ | --------- | ---------- |
| Medalha de ouro   | Aliona Savchenko / Robin Szolkowy   | Alemanha       | 199.23 | 72.14 (1) | 127.09 (1) |
| Medalha de prata  | Zhang Dan / Zhang Hao               | China          | 191.20 | 71.40 (2) | 119.80 (2) |
| Medalha de bronze | Pang Qing / Tong Jian               | China          | 185.13 | 66.68 (3) | 118.45 (3) |
| 4                 | Jessica Dubé / Bryce Davison        | Canadá         | 172.43 | 57.06 (4) | 115.37 (4) |
| 5                 | Yuko Kawaguchi / Alexander Smirnov  | Rússia         | 161.75 | 51.74 (6) | 110.01 (5) |
| WD                | Keauna McLaughlin / Rockne Brubaker | Estados Unidos | —      | 55.24 (5) | — (WD)     |

### Dança no gelo
| Pos.              | Nome                                    | Nacionalidade  | Pontos | DO        | DC         |
| ----------------- | --------------------------------------- | -------------- | ------ | --------- | ---------- |
| Medalha de ouro   | Oksana Domnina / Maxim Shabalin         | Rússia         | 165.57 | 62.31 (3) | 103.26 (1) |
| Medalha de prata  | Tanith Belbin / Benjamin Agosto         | Estados Unidos | 164.14 | 63.64 (1) | 100.50 (2) |
| Medalha de bronze | Isabelle Delobel / Olivier Schoenfelder | França         | 163.40 | 63.29 (2) | 100.11 (3) |
| 4                 | Tessa Virtue / Scott Moir               | Canadá         | 159.40 | 61.14 (4) | 98.26 (4)  |
| 5                 | Jana Khokhlova / Sergei Novitski        | Rússia         | 153.58 | 58.30 (5) | 95.28 (5)  |
| 6                 | Nathalie Péchalat / Fabian Bourzat      | França         | 140.82 | 57.73 (6) | 83.09 (6)  |

## Quadro de medalhas
| Ordem | País           | Medalha de ouro | Medalha de prata | Medalha de bronze |    | Ordem por total |
| ----- | -------------- | --------------- | ---------------- | ----------------- | -- | --------------- |
| 1     | Alemanha       | 1               |                  |                   | 1  | 4               |
| 1     | Coreia do Sul  | 1               |                  |                   | 1  | 4               |
| 1     | Rússia         | 1               |                  |                   | 1  | 4               |
| 1     | Suíça          | 1               |                  |                   | 1  | 4               |
| 5     | Japão          |                 | 2                |                   | 2  | 1               |
| 6     | China          |                 | 1                | 1                 | 2  | 1               |
| 6     | Estados Unidos |                 | 1                | 1                 | 2  | 1               |
| 8     | França         |                 |                  | 1                 | 1  | 4               |
| 8     | Itália         |                 |                  | 1                 | 1  | 4               |
| TOTAL | TOTAL          | 4               | 4                | 4                 | 12 | —               |